# Fedor Žugić
Fedor Žugić, (nacido el 18 de septiembre de 2003 en Kotor) es un jugador de baloncesto montenegrino. Con 1.96 de estatura, su puesto natural en la cancha es el de alero. Actualmente juega en los Creighton Bluejays de la División I de la NCAA.

## Trayectoria
Formado en las categorías inferiores el KK Budućnost, el 22 de febrero de 2019 debutó con el primer equipo en la Euroliga contra el Žalgiris Kaunas. Con 15 años y 157 días, se convirtió en el jugador más joven en jugar en la Euroliga.
El 2 de julio de 2021, firmó con Ratiopharm Ulm de la Basketball Bundesliga. En la temporada 2022-23, logró el título de la Basketball Bundesliga.
El 20 de julio de 2023, fichó por el BG 74 Göttingen de la Basketball Bundesliga.

### Internacional
En julio de 2022, Žugić fue miembro de la selección sub-20 de Montenegro que ganó una medalla de bronce en el Campeonato de Europa FIBA U20 en Podgorica, Montenegro. En siete partidos del torneo, promedió 18 puntos, 3,1 rebotes y 3 asistencias por partido. Ganó un lugar en el equipo de todo el torneo.